# Madibira
Madibira ist ein Bezirk (Ward) des Distriktes Mbarali in der tansanischen Region Mbeya.

## Geografie
Madibira liegt im Südwesten von Tansania etwa in der Mitte zwischen Mbeya und Iringa. Das Gebiet liegt teilweise im Ruaha-Nationalpark und im Einzugsgebiet des Flusses Ruaha.
Die Fläche des Bezirks beträgt 1315 Quadratkilometer, bei der Volkszählung 2022 wohnten 38.120 Menschen in 9359 Haushalten.
Das Klima in Madibira ist ein lokales Steppenklima mit geringen Niederschlägen von jährlich rund 700 Millimetern. Diese fallen fast ausschließlich in den Monaten November bis April. Die Jahresdurchschnittstemperatur beträgt 22,3 Grad Celsius.

## Gliederung
Der Bezirk besteht aus sieben Gemeinden (Mtaa) mit 38 Orten (Kitongoji):
| Iheha - Mheza - Ikulu - Mji mwema - Mbuyuni - Kinyangulu | Ikoga - Mbuyuni - Mtakuja - Madawi | Mahango-Madibira - Magunguli - Ikulu - Magunguli-Lutherani - Amani - Majengo - Mapinduzi | Chalisuka - Mbuyuni - Chalisuka - Godown - Upendo - Mikoroshini | Mkunywa - Mazombe - Mkunywa A - Mkunywa B - Lingondime - Mlwasi - Kichangani - Kanamalenga - Mlonga - Kabete | Nyakadete - Saligona - Ubagule - Muungano - Nyakadete - Mtibwa | Nyamakuyu - Unyanyembe A - Unyanyembe B - Ikulu - Miembeni - Mbuyuni |

## Infrastruktur
- Landwirtschaft: Das Land wird von über 9000 Bauern bewirtschaftet. Diese bauen hauptsächlich Reis, Mais, Erdnüsse, Sonnenblumen und Hirse an. Die wichtigsten Nutztiere sind Hühner, Rinder, Ziegen und Schweine.[7]
- Bildung: Die Madibira Secondary School ist eine im Jahr 2000 eröffnete staatliche Schule, die für Tagesschüler und Internatsschüler offen ist.[8] Eine weiterführende Schule gibt es ebenfalls in Nyamakuyu. Diese bildet Jugendliche bis zur 4. Stufe aus.[9] Die St. Joseph Nursery and Daycare School ist eine christliche Ausbildungsstätte, die von der Pfarre Nüziders in Vorarlberg unterstützt wird.[10]
- Gesundheit: Das Gesundheitszentrum in Madibira bietet ambulante und stationäre Dienste an, unter anderem auch große chirurgische Eingriffe.[11] Daneben gibt es im Ort auch eine Apotheke.[12]